# Ardfern
Ardfern, schottisch-gälisch: Àird Fheàrna, ist eine kleine Ortschaft im Nordwesten der schottischen Council Area Argyll and Bute. Sie liegt am Westufer von Loch Craignish, einer Nebenbucht des Jura-Sunds etwa 17 Kilometer nordwestlich von Lochgilphead und 25 Kilometer südlich von Oban. Im Jahre 1961 wurden in Ardfern 69 Einwohner gezählt. In neueren Zensusdaten ist Ardfern nicht mehr separat aufgeführt. Die Ortschaft liegt abseits der A816, welche die A83 bei Lochgilphead entlang der Westküste mit der A85 bei Oban verbindet.

## Sehenswürdigkeiten und Umgebung
Direkt nördlich finden sich die Reste des Cairns Clach An t' Sagairt. Wahrscheinlich handelte es sich um ein Rundgrab mit einem Durchmesser von etwa 13 m. Nordwestlich von Arfern sind die Reste eines Duns zu finden. Das in einem schlechten Zustand befindliche Bauwerk umfasste ein Areal von 25,0 × 11,0 m. Mit dem Barbreck House befindet sich ein Denkmal aus der höchsten schottischen Denkmalkategorie A in der Umgebung der Ortschaft. Das Herrenhaus stammt aus dem Jahr 1790. Die Craignish Parish Church in Ardfern ist genauso wie das ehemalige Pfarrhaus in die Kategorie B eingeordnet.